# El Peruano
Diario Oficial El Peruano (Ziarul Oficial El Peruano) este ziarul oficial din Peru. Ziarul a fost fondat pe 22 octombrie 1825 de către Simón Bolívar, deși și-a schimbat numele în următoarele decenii și nu a fost publicat încontinuu de la înființare. Pe lângă faptul că prezintă știri, toate legile adoptate în Peru trebuie publicate de El Peruano.
În prezent este editat de Delfina Becerra González. Este publicat de Compania Peruviană de Servicii Publice SA - Editora Peru (Empresa Peruana de Servicios Editoriales SA - EDITORA PERÚ), o întreprindere de stat de drept privat. Compania a fost creată ca parte a sistemului informațional național (Sistema Nacional de Información) instituit prin Decreto Ley nr. 20550 din 5 martie 1974. Această lege a inclus diferitele mass-media colective de stat sub un management unificat, majoritatea revenind către proprietăți private după plecarea de la putere a regimului militar.

## Istorie
El Peruano a fost publicat pentru prima dată la Lima la 22 octombrie 1825 sub numele El Peruano Independiente, un ziar „oficial” înființat de Simón Bolívar, care i-a ordonat lui Tomás de Heres să editeze o publicație care să susțină prezența sa în Peru. În mai 1826, Ministerul Guvernului a declarat publicația oficială și a ordonat să fie introduse note și documente referitoare la serviciul public. Numele său a fost schimbat în El Peruano pe 13 mai în același an. Clericul Lucas Pellicer a fost primul redactor după oficializarea publicației.
Gazeta a început publicarea legilor la 15 noiembrie 1826, deoarece ziarul El Registro Oficial, care a fost editat în acest scop, a fost publicat în mod neregulat. De-a lungul timpului El Registro Oficial și-a pierdut importanța în comparație cu El Peruano.
El Peruano a suferit o serie de schimbări de nume. A fost numit La Prensa Peruana sub conducerea lui José Joaquín de Larriva (1828-1829), El Conciliador sub conducerea lui Felipe Pardo y Aliaga (1830-1834). De asemenea, s-a numit El Redactor Peruano (1834-1836 și 1838), La Gaceta de Gobierno (1835), El Eco del Protectorado (1836-1839) și în Lima El Eco del Norte (1837-1838).